# Хакон
Хакон (Hákon) — старый вариант современного имени Хокон (Håkan). Следует учитывать, что написание Håkon в Норвегии стало возможным только после реформы 1948 года, таким образом для норвежских имен Хакон фактически является вариантом имени Haakon. В древнерусском соответствовало имени Якун. 
Хакон является составным именем, вторая часть которого происходит от корня konr - сын, наследник. Предполагается возможным происхождение омонимичных имен Хакон от разных начальных корней Hā- , которые могли обозначать *hauha- — «высота» (соответственно Хакон — "высокородный") или *hanha- — лошадь. С этим же корнем образованы такие имена как Хамундр, Хастен, Хаульфр, Хавадр.
Имя зафиксировано в значительном количестве рунических надписей: в именительном падеже: akhun на U 1022, a[k]un на U 828, [akun] на Sö 18, hakun на Ög 162, Ög Fv1970;310, Sm 16A, Vg 128, U 513, M 7, haku(n) на U 11, hakuno на U 960, hkun на Ög ATA 6225/65, hokun на U 540, M 5, ...kun на Ög 149(?); в родительном падеже: hakunar на Sö 260, [hakunar] на U 16, на hakunaʀ Ög 162, Sm 127, U 617, hkunaʀ на Sm 76; в винительном подеже: [akun] на U 542(?), hakun на U 879, haku¶n на DR 281, [hakun] на M 6. При этом в парах надписей Ög 162 и Ög Fv1970;310; U 513 и U 540 упоминаются, по всей видимости, одни и те же люди. В переводе на русский язык имя передается как Хакон.
Имя отложилось в английской топонимике, в названии Хаконбю (Haconby). Деревня упомянута в Книге Судного дня.

## Современное использование
В Швеции имя не является популярным, количество носителей сравнимо с количеством носителей норвежского варианта Håkon (210 и 216 человек на 2006 год соответственно). Именины приходятся на 14 июня.